# Le sette morti di Evelyn Hardcastle
Le sette morti di Evelyn Hardcastle è il romanzo d'esordio del giornalista Stuart Turton. Si tratta di un giallo deduttivo che si svolge in un contesto fantastico. È ambientato in un'isolata villa campestre inglese, presumibilmente agli inizi del Novecento.

## Trama
Blackheath House è una magione in decadenza che si trova in mezzo ai boschi inglesi. Diciannove anni dopo l'omicidio del loro secondogenito, i coniugi Hardcastle, membri dell'alta società, con il motivo ufficiale di festeggiare la figlia Evelyn che torna da Parigi, organizzano una festa in maschera nella villa e invitano esattamente le stesse persone presenti quel funesto giorno (servitù compresa).
Una mattina un uomo si trova nella foresta: è ferito, in smoking e non ricorda alcunché, se non che stia cercando una certa Anna. Sconvolto, ode delle voci e uno sparo. Qualche istante dopo, uno sconosciuto gli indica la strada: si ritrova così nella villa, e parlando con altre persone scopre di essere il dottor Sebastian Bell. Nessuno, né fra gli altri ospiti né fra la servitù, conosce una donna chiamata Anna. Il medico inizia a indagare per scoprire chi sia e cosa facesse nel bosco; "conosce" così Evelyn che, convinta che Bell abbia perduto la memoria, gli racconta fra le altre cose la storia oscura che riguarda la sua famiglia: l'omicidio efferato di suo fratello Thomas, del quale delitto ella si sente in parte responsabile, essendo il bambino stato affidatole e avendolo lasciato solo. Per il delitto furono accusati il guardiano della tenuta, un certo Carver, e un complice mai identificato. Per qualche oscuro motivo, Lady Helena ha organizzato un ballo in maschera esattamente diciannove anni dopo: la ragazza sospetta che sia una sorta di punizione per lei. Gli Hardcastle (sull'orlo della bancarotta) hanno inoltre organizzato un matrimonio "finanziario" fra la figlia e l'anziano banchiere Ravencourt: la ragazza accetta solo per amore del fratello Michael. Il medico deve anche guardarsi da due minacciose figure che sembrano voler ostacolare o agevolare le sue ricerche: un enigmatico individuo mascherato da medico della peste e un non identificato lacchè.
Il giorno seguente, Bell si risveglia e scopre di essere finito all'interno del corpo del maggiordomo Collins, e che sta rivivendo la stessa giornata che Bell aveva vissuto precedentemente. Poco dopo, Collins viene brutalmente aggredito da un ospite della casa (l'artista Gold) e perde conoscenza. Si risveglia nel cuore della notte nella stanza (e nel corpo) di un altro ospite, il nobile Davies, e di avere la compagnia del medico della peste, che gli spiega cosa sta succedendo: per otto giorni, egli avrà otto diverse identità; alla mezzanotte esatta, passerà all'identità successiva e rivivrà lo stesso giorno. Nel caso perdesse i sensi o si addormentasse durante il giorno, passerebbe nel corpo del maggiordomo. Lo scopo di tutto ciò – gli rivela la maschera veneziana – è scoprire chi ucciderà Evelyn durante la festa in maschera.
Cercando di mantenersi lucido nella pazzesca situazione in cui si è ritrovato, in cui spesso le risposte arrivano prima delle domande, il protagonista (che scopre chiamarsi Aiden Bishop) intuisce che rivivendo lo stesso giorno può interagire con le altre sue "incarnazioni", che possono essere sia "indietro" che "avanti" nel tempo, e cerca così di trovare un modo per cambiare il corso degli eventi. Deve però contemporaneamente risolvere una serie di rompicapi: chi è lui in realtà e perché si trova lì? Chi è il medico della peste? Chi è il terribile lacchè che perseguita le sue incarnazioni? Chi è Anna, che sembra conoscere in anticipo gli eventi e gli dà preziosi suggerimenti? Cos'ha visto Lady Derby di tanto sconvolgente nei ritratti ritoccati da Gold? Che fine fece Keith, un giovane stalliere che sparì qualche tempo prima della morte di Thomas? Ma soprattutto, chi e perché uccise il piccolo Hardcastle e ora cerca di uccidere Evelyn? Arrivato all'incarnazione del poliziotto Rashton, Bishop si troverà a risolvere un arzigogolo che lo porterà a scoprire l'incredibile e sconvolgente verità.

## Struttura
Se si esclude la componente fantastica, il romanzo ha caratteristiche christiane, con indizi precisi sparsi in (quasi) tutti i capitoli e un assassino da individuare; all'inizio è presente una dettagliata pianta della villa e dei terreni attorno ad essa; è inoltre presente l'elenco di tutti i personaggi. È strutturato in sessanta capitoli; quando l'identità del protagonista cambia, all'inizio del capitolo vi è appuntato il giorno in cui esso si svolge. Le incarnazioni sono:
- primo giorno: Bell;
- secondo giorno: Collins;
- terzo giorno: Davies;
- quarto giorno: Ravencourt;
- quinto giorno: Derby;
- sesto giorno: Dance;
- settimo giorno: Rashton;
- ottavo giorno: Gold.

Anche se si parla di giorni differenti (primo, secondo etc), è da tenere a mente che il giorno in cui si svolge la trama è sempre il medesimo: solo il protagonista, cambiando identità, ha la sensazione di giorni differenti; ha così la possibilità di ricordare ciò che ha fatto nei panni delle sue precedenti incarnazioni e di effettuare scelte differenti, cambiando il corso degli eventi. Non viene spiegato in che modo Bishop possa passare da un'incarnazione all'altra: viene detto che la villa e i delitti degli Hardcastle, che ivi si perpetuano, sono una ricostruzione nella quale vengono imprigionati i rei di reati gravissimi, ma che Bishop vi sia finito di sua spontanea volontà per un preciso motivo (che dovrà scoprire, poiché la sua memoria diviene più labile ogni qual volta si sovrappone a quella dei personaggi di cui si impossessa, dei quali prende la personalità). Esistono altresì – spiega il medico della peste, che evidentemente fa parte dello "staff" del carcere virtuale – migliaia di altre prigioni simili, con "sceneggiature" differenti ma sempre incentrate a risolvere enigmi. A colui o colei che risolverà l'enigma della propria prigione verrà resa la libertà; agli altri verrà cancellata la memoria e ripeteranno in loop lo stesso giorno. Viene anche detto che il ciclo si ripete da decenni e che l'ordine delle incarnazioni di Bishop è stato più volte cambiato. Sta al lettore immaginare una spiegazione, da quella prettamente onirico/fantastica a quella distopico/fantascientifica.

## Personaggi

### La famiglia Hardcastle
- Lady Helena: matrona
- Lord Peter: patron
- Evelyn: primogenita
- Thomas: secondogenito
- Michael: terzogenito

### Invitati
- Sebastian Bell: medico.
- Richard "Dickie" Acker: medico.
- Daniel Coleridge: giocatore d'azzardo.
- Cecil Ravencourt: banchiere.
- Donald Davies: nobiluomo.
- Ted Stanwin: ex guardiacaccia divenuto nobile.
- Philip Sutcliffe: legale fam. Hardcastle.
- Edward Dance: legale fam. Hardcastle.
- Christopher Pettigrew: legale fam. Hardcastle.
- Clifford Herrington: ex ufficiale Marina.
- Millicent Derby: nobildonna.
- Jonathan Derby: figlio di Millicent.
- Jim Rashton: poliziotto.
- Grace Davies: sorella di Donald.

### Servitù e dipendenti
- Roger Collins: maggiordomo.
- Lucy Harper: cameriera.
- Charlie Carver: ex guardiano Blackheath House.
- Charles Cunningham: cameriere personale di Lord Ravencourt.
- Gregory Gold: pittore incaricato dagli Hardcastle di aggiornare i ritratti di famiglia.
- Madeline Aubert: cameriera personale di Evelyn.
- signora Drudge: cuoca.
- Alf Miller: capo stalliere.

### Altri
- Aiden Bishop: il narratore.
- Anna: misteriosa alleata di Bishop.
- Felicity Maddox: amica di Evelyn.
- Keith Parker: mozzo di stalla scomparso nel nulla una settimana prima della morte di Thomas.

## Adattamento televisivo
Nel dicembre 2020 la piattaforma Netflix ha annunciato la produzione di una trasposizione in forma di miniserie da sette puntate. Tuttavia, nel gennaio 2023 lo sviluppo della serie è stato cancellato.

## Edizioni
- Stuart Turton, Le sette morti di Evelyn Hardcastle, Neri Pozza, 2019,  p. 528, ISBN 978-88-545-1811-7. (Prima edizione in italiano)